# Filipest
Filipest (románul: Filipești) falu Romániában, Moldvában, Bákó megyében. Közigazgatásilag még hét falu, Boanța, Cârligi, Cornești, Cotu Grosului, Galbeni, Hârlești és Onișcan tartozik hozzá.

## Fekvése
Bákótól 22 km-re északra, a DN2-es főút mellett fekvő település.

## Története

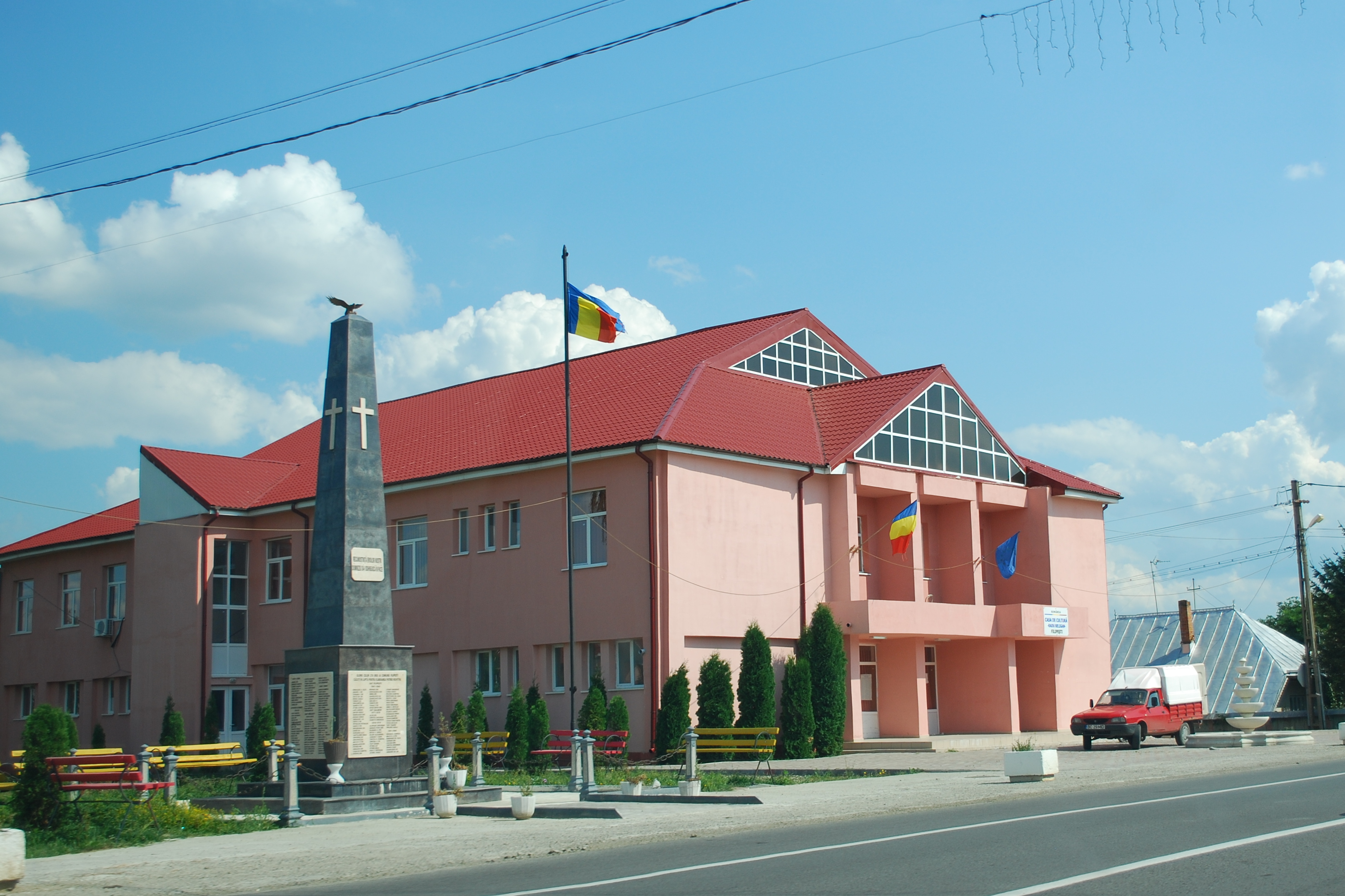
Radu Beligan Kultúrház

A 2011-es népszámláláskor a községnek 4716 lakosa volt.